# Лутеција
Галско-римски град Лутеција (Lutetia Parisiorum на латинском, на француском Lutèce) био је претходник данашњег града Париза.  Основали су га средином 3. века пре нове ере Паризи, галско племе. На некадашњем месту града пронађени су и трагови ранијег неолитског насеља. Лутеција је била важан прелаз на Сени и налазила се на раскрсници копнених и водених трговачких путева. У 1. веку пре нове ере, освојили су га Римљани и постепено је поново изграђен у римски град. Остале су рушевине укључујући форум, амфитеатар и римска купатила. У 5. веку постао је престоница династије Меровинга француских краљева, и од тада је био познат једноставно као Париз.

## Етимологија
Насеље је на старогрчком језику посведочено као Loukotokía (Λoυκoτοκία) од Страбона и Leukotekía (Λευκοτεκία) од Птоломеја.  Вероватно порекло је келтски корен "Лут" што значи "мочвара", или латински израз "нутум" или "блато".  Данас опстаје у шкотском галском lòn („базен, ливада”) и бретонском loudour („прљаво”). 

## Најранији становници
Трагови неолитских насеља, који датирају још од 4500. године пре нове ере, пронађени су дуж Сене код Берсија и близу Лувра. Најранији становници живели су на речној равници, узгајајући животиње и бавећи се пољопривредом. У бронзаном и гвозденом добу насељавали су се по селима, у кућама од дрвета и глине, које су се по потреби могле лако раставити и преселити. Њихов живот је био уско везан за реку, која је служила као трговачки пут до других делова Европе. 

## Галско насеље
Историчари још увек оспоравају првобитну локацију Лутеције, ране престонице Париза. Традиционално, историчари су поставили насеље на острву Сите, где су мостови главних трговачких путева Париза прелазили Сену. Ово гледиште је оспорено након открића између 1994. и 2005. године, током изградње аутопута, великог раног галског насеља у Нантеру, у предграђу Париза. Састоји се од велике површине од неколико главних улица и стотина кућа на преко 15 хектара. Критичари такође указују на недостатак археолошких налаза из предримског доба на Ситеу. 
Други научници оспоравају идеју да је Лутеција била у Нантеру. Они указују на опис који је дао Јулије Цезар, који је дошао у Лутецију да преговара са вођама галских племена. Написао је да се опидум, или тврђава Лутеција, коју је посетио, налази на острву. У свом извештају о рату у Галији, „De Bello Gallico“, Цезар је написао да су, када су Римљани касније започели опсаду Лутеције, „становници спалили своје грађевине и дрвене мостове који су служили за прелазак два крака реке око њихове острвске тврђаве“, што изгледа као да се описује Сите. 
Заговорници Ситеа као места галског насеља такође се баве питањем недостатка археолошких доказа на острву. Паризи су спалили оригинални опидум и мостове како би их сачували од Римљана. Куће Паризија биле су од дрвета и глине. Од тада је сваки квадратни метар острва откопаван и поново изграђиван, често користећи исте материјале, више пута, због чега је мало вероватно да ће на острву остати трагови галског насеља. Они тврде да насеље у Нантеру не искључује нужно да је Сите био место опидума Лутеције; оба насеља су могла постојати у исто време. Коначно, они тврде да, иако су се галска насеља понекад премештала на ново место, нова места су обично добијала нова имена. Било би веома необично пренети име Лутеција из насеља Нантер у нови римски град на Ситеу. Они такође тврде да, да Лутеција није постојала тамо где се данас налази Париз, нови римски град би добио латинско, а не галско име. Чини се да ово подржава аргумент да се Лутеција у ствари налазила у центру модерног Париза.  
Паризи су се прво сложили да се потчине Цезару и Риму, али су се 52. п. н. е. придружили другим племенима, предвођеним Верцингеториксом, у побуни пред крај Галских ратова Јулија Цезара; битка код Лутеције је вођена са локалним племеном.  Галске снаге је предводио Верцингеториксов поручник Камулоген. Спалили су опидум и мостове како би спречили Римљане да пређу. Римљани, предвођени Титом Лабијеном, једним од Цезарових војсковођа, кренули су на југ до Мелена, тамо прешли реку, марширали назад према граду и одлучно поразили Паризије. Локација завршне битке, као и локација опидума, је спорна. Борили су се у близини реке, коју неки историчари тумаче као Сену, а други као Јону; и близу велике мочваре, што је карактеристика села у близини Ситеа и Нарбона. Без обзира на локацију, битка је била одлучујућа; Лутеција је постала римски град.  

## Римска Лутеција
- Скулптура Тритона и нимфе (2. век нове ере) пронађена на острву Сите
- Унутрашњост римских терми

Први трагови римске окупације Лутеције појавили су се крајем 1. века пре нове ере, за време владавине цара Августа. Почетком 1. века нове ере већ је била у току изградња римског града. 
Нови римски град био је постављен дуж "Cardo Maximus" или централне осе Лутеције, која је била директно окомита на Сену и мостове на острву. Почињао је на брду Свете Женевјеве на левој обали, спуштао се низбрдо дуж модерне улице Сен Жак, преко мочварног подручја до моста који повезује острво Сите; преко острва, а преко моста до мање енклаве на десној обали. Ниско земљиште уз реку било је погодно за пољопривреду;  а пошто је лако био плављен, пут је издигнут. 
Лутеција је заузимала површину од око 54 хектара и имала је око осам хиљада становника.  Није био главни град римске провинције (Санс је имао ту улогу) и налазио се западно од најважнијег римског пута север-југ између Провансе и Рајне. Значај града је добрим делом био последица његовог положаја као раскрснице копнених и водених трговачких путева. Један од најупечатљивијих археолошких налаза из раног периода је Стуб лађара који је подигла корпорација локалних речних трговаца и морнара и посветила Тиберију.   На њој су се налазиле статуе и римских и галских божанстава. Ископавања дуж реке су открила бронзане новчиће које су ковали Паризи, као и амфоре вина из Италије и керамику из Лиона и Италије. 
Град је изграђен по узору на Рим, са форумом, купатилима и ареном. Главна осовина града била је Cardo Maximus. Пошто је лева обала била мочварна и често плављена, центар града је био виши. Овде су Римљани изградили грађанску базилику, која је садржала трибунал и храм. Постепено је град био опремљен форумом и купатилима, све на горњој падини брда Свете Женевјеве. 
Велики пројекти јавних радова и споменици изграђени су у 2. веку нове ере. Изграђен је аквадукт дугачак петнаест километара да доведе воду са платоа Рунгис, јужно од града. Имао је облик моста преко долине реке у Аркеју. Стубови и порушени лукови су и даље видљиви, а њихови сводови дају овој локацији име. 
У 3. веку, према легенди, хришћанство су у град донели Сен Дени и његови сапутници Рустик и Елутер. Причало се да су око 250. године нове ере он и двојица сапутника били ухапшени и обезглављени на брду Mons Mercurius, које је касније познато као Mons Martyrum (Брдо мученика или Монмартр). Према предању, он је своју главу однео у Сен Дени, где је касније изграђена базилика Сен Дени. Први документовани епископ Париза био је Викторин, 346. године. Први сабор епископа у Галији састао се у граду 360. године. Када је Свети Мартин посетио град 360. године, постојала је катедрала, у близини места Нотр Дам.
Средина трећег века донела је серију инвазија на Галију од стране два германска народа, Франака и Алемана, које су претиле Лутецији. Град у то време није имао утврђења. Делови насеља на левој обали, укључујући купатила и амфитеатар, журно су напуштени, а камење је коришћено за изградњу бедема око острва Сите. Град је смањен са сто хектара током високог римског царства на десет до петнаест хектара на левој обали и десет хектара на острву.  На острву је изграђена нова грађанска базилика и терме. Њихови остаци се данас могу видети у археолошкој крипти испод предворја испред катедрале Нотр Дам, Трг Јована Павла II.  
У 4. веку, Лутеција је остала важан бедем који је бранио Царство од германских освајача. 357–358 Јулијан Флавије Клаудије, као Цезар Западног царства и генерал галских легија, преместио је римску престоницу Галије из Трира у Париз. Након што је победио Франке у великој бици код Стразбура 357. године, бранио се од германских освајача који су долазили са севера. Његове трупе су га прогласиле за цара 360. године у Лутецији. Касније је Валентинијан I боравио у Лутецији кратко време (365–366). 
Крај Римског царства на западу и стварање династије Меровинга у 5. веку, са престоницом коју је у Паризу поставио Хлодовех I, потврдили су нову улогу и име града. Придев Parisiacus се већ користио вековима. Лутеција је постепено постала Париз, град Паризија. 

## Форум Лутеције
Данас је над земљом остао само мали део зида старог форума, али су темељи опсежно откопавани од 19. века. Форум Лутеције је направљен по узору на Римски и налазио се у центру римског града. 
Форум је био опасан зидом, са улазима на северу и југу. Дуж спољних зидова на северној, јужној и западној страни налазиле су се аркаде које су заклањале низове малих радњи. На западном крају налазила се подземна галерија, или крипто-портик. 
Грађанска базилика, у суштини градска већница, заузимала је источни део форума. У њој су били судови на којима се расправљало и одлучивало о политичким, друштвеним и финансијским питањима. Имала је централни брод, виши од осталих делова грађевине, и два доња брода, одвојена од наоса низовима стубова. Овај модел су касније прилагодиле хришћанске катедрале. 
На западном крају налазио се храм, посвећен званичним боговима. Његова класична фасада са портиком од стубова имала је троугласти фронтон, или педимент, окренут ка истоку, што је традиција за римске храмове и касније хришћанске катедрале.  

## Амфитеатар, или Арена Лутеције
- Антички амфитеатар, или "Арена" из Лутеције
- Макета античког амфитеатра са позорницом и ареном
- Седишта амфитеатра

Амфитеатар Лутеције, или Арена, био је велики амфитеатар или арена на отвореном. Имао је бину и кулисе за извођење представа, као и већи простор погодан за борбу гладијатора и животиња и друге велике свечаности. Иако не постоје конкретни докази о почетку изградње, вероватно је саграђена крајем 1. века нове ере. У великој мери је демонтиран почетком 4. века да би се камење могло користити за изградњу тврђаве на Ситеу, у време када је провинцији претила инвазија варвара. Велики део преосталог камења је поново коришћено у другом великом пројекту, градском зиду Париза који је изградио Филип Август у 12. веку. 
Локалитет је откривен 1867-1868. током изградње улице од стране Луја Наполеона, а ископавања су започета 1870.   Планирано је да се на истом месту изгради омнибус депо, али коалиција значајних Парижана, укључујући Виктора Игоа, инсистирали су да се сачувају преостали остаци. Проглашени су спомеником, а делимично обновљени између почетка 1915-1916.
Арена је величине око 100 са 130 метара, што је чини једном од највећих у Галији. Могла је да прими чак седамнаест хиљада гледалаца.

## Позориште
Римско позориште Лутеција (не мешати са амфитеатром) налазило се на месту где се данас налази Лицеј Сен Луј, дуж Булевара Сен Мишел, у средишту мреже староримских путева. Заузимао је један од стандардних блокова римског града, три стотине римских стопа са сваке стране. Саграђено је вероватно у другом делу 1. века н.е, на основу новчића пронађеног у темељу; обновљено у 2. веку, и, као и многе друге грађевине на левој обали, у 4. веку је његово камење коришћено у изградњи зида и нових зграда на Ситеу. У 4. веку откривен је испод Лицеја Сен Луј на Булевару Сен Мишел. Теодор Вакер га је постепено ископао и поново створио између 1861. и 1884. 
Падина брда Женевјеве је коришћена да обезбеди узвишење за полукружна седишта на узбрдици.  Задњи део бине, који више не постоји, окренут ка римском путу, био је украшен луковима и стубовима. "Рulpitum", или предња сцена, и "parascenum", или задња сцена, почивали су на цементној подлози. Када је ископано у 19. веку, стубова и зидова више није било, али су на поду још увек биле видљиве ознаке кредом римског архитекте. 
Позориште је имало две групе седишта; "maenianum", или седење за општу публику, горе и даље позади, и "maenianum" подијума, за угледне личности, испред бине оркестра. Имало је посебан улаз, а приступало јој се наткривеним ходником. Било је и неколико „vomitoria“, или подземних пролаза, до седишта обичних гледалаца. Арена је вероватно имала неку врсту покривача преко седишта како би заштитила гледаоце од кише, али ниједан траг није пронађен. 

## Терме Клуни
- Модел Терми Клуни: У центру је фригидаријум; лево је тепидаријум; испред тепидаријума је калдаријум.
- Калдаријум или топле купке у Клунију
- Хладна купка
- Остаци подних пролаза који су грејали купатила

Терме Клуни, велика јавна купатила, сада део Музеја Клуни, највећи су и најбоље очувани остаци римске Лутеције.  Купатила су првобитно заузимала много већу површину него данас. Била су широка око три стотине римских стопа, стандардни римски градски блок и дугачка око четири стотине римских стопа, покривајући око један хектар земље.  Данас се на овом локалитету налазе и купатила и суседни Национални музеј средњег века. 
Купатила су била много више од места за купање; играла су важну друштвену и политичку улогу у Лутецији и другим римским градовима. Била су бесплатна или доступна уз малу накнаду, а садржала су не само купатила већ и барове, места за одмор, собе за састанке и библиотеке. 
Првобитна купатила су вероватно уништена током прве инвазије Франака и Алемана 275. године, а затим поново изграђена. Фригидаријум, са нетакнутим сводом, и калдаријум су главне преостале одаје. Првобитно су изнутра биле прекривене мозаицима, мермером или фрескама. Вода је одлазила кроз одвод који је окруживао купатила и улазила у главни одвод који се налазио испод Булевара Сен Мишел. 
Остаци других купатила су такође сачувани. Најбоље очувана пронађена су у 19. веку, недалеко од Клунија. Били су део купалишног комплекса који је био већи од Клунија, око два хектара. Пронађени су и трагови мермерних зидних облога, фресака и бронзаног прибора. 

## Сите
- Рушевине римских терми испод предворја Нотр Дама
- Новчић са приказом Јулијана (360–363), којег су његови војници у Лутецији поставили за римског цара
- Степенице до пристаништа римске луке, сада педесетак метара од реке

Почев од 307. године нове ере, све већи број инвазија германских племена на Галију приморао је становнике да напусте велики део града на левој обали и да се преселе на Сите. Искористили су камење са напуштеног форума и других објеката за изградњу бедема око острва, као и грађанску базилику отприлике на месту где се данас налази цветна пијаца. 
Остаци бедема острва пронађени су испод припрате Нотр Дама, када је 1965. изграђен подземни паркинг. Бедем није био много висок; само око два метра; сугеришући да је то била основа галеријског дрвеног зида. Бедем, као и већина грађевина на острву, изграђен је од камена донетог из порушених објеката на левој обали, посебно из амфитеатра. Бедем је касније био уточиште за Паризе када су Лутецију опседали Викинзи 886–887. Делови бедема данас се могу видети у археолошкој крипти испод предворја Нотр Дама. 
На западном крају острва, где се данас налази Палата правде, изграђено је скромно седиште или „Палата“. Вероватно је ту Јулијан био проглашен за цара од стране његових трупа 361. године. За време династије Меровинга, на овом месту је изграђена палата француских краљева, пре него што је изграђена палата Лувр. 
Друга важна грађевина на острву била је грађанска базилика, која је испуњавала судске функције пренете са леве обале. Стајала је у близини места где се данас налази пијаца цвећа. Откривена је 1906. године током изградње станице метроа у Паризу. Била је веома велика, седамдесет метара дугачка и тридесет пет метара широка. Такође је у великој мери била изграђена од камења извађеног из порушених зграда са леве обале, укључујући и неколико високо декоративних клесаних каменова који су вероватно дошли са Форума. 
Многи артефакти из Лутеције су пронађени и изложени су у Музеју Карнавале.

## Улице
Нове улице и тргови су постављени са великом прецизношћу, у блоковима од тачно 300 римских стопа (88,8 метара) квадратних. Као резултат тога, модерне улице Сен Мартин и Сен Дени, које су биле постављене у римско доба, удаљене су тачно 600 римских стопа.  За изградњу путева, земљиште је очишћено, дат му је благи заобљени нагиб да би се одводила вода и прекривено агрегатом ситног речног камења, које је набијено. На исти начин су грађени и тротоари, понекад прекривени жутом глином. Путеви и тротоари су редовно одржавани све време Римског царства. Савремена ископавања улица открила су колотечине на путевима од точкова кола. Путеви су редовно поправљани свежим камењем, постепено подижући висину за чак метар. 

## Станови
- Римска плоча кључаонице
- Бронзани кључ из Лутеције
- Предмети из свакодневног живота у Лутецији
- Остаци украсног мурала (2. век нове ере)
- Детаљ фреске птице

Стамбене улице Лутеције, за разлику од булевара, биле су неправилне и нису добро одржаване јер су биле у надлежности власника кућа, а не града. Откривени су трагови неколико ових раних стамбених насеља, који датирају с почетка 1. века нове ере. 
Куће су углавном имале дрвене оквире споља обложене глином. Дрвене греде крова и зидова причвршћене су урезима, ојачане ексерима. Кров је обично био покривен сламом, а понекад и црепом. Подови су били прекривени жутом глином или набијеном земљом. Ископавања су показала да је град имао значајну индустрију гипса; малтер је коришћен за симулацију камена, као облога, или у облику цигле и плочица. 
Имућне куће су често имале систем подног грејања и сопствена купатила налик на грађанска купатила. Унутрашњи зидови су им били обложени малтером, а често и осликани фрескама, чији су трагови пронађени. Често су у приземљу имали пријемну собу, а на спрату спаваће собе, до којих се долазило степеништем, као и подрум, која је понекад имао свој бунар. Неколико кућа је било груписано заједно са заједничким двориштем. 
У мају 2006. пронађен је римски пут током проширења кампуса Универзитета Пјера и Марије Кири. Поред тога, пронађени су остаци приватних кућа које датирају из Августове владавине (27. п. н. е. – 14. н. е.) и које су садржавале грејане подове. Пронађени су свакодневни предмети као што су саксије, бронзани ланчићи, керамика и ручке за фиоке. Власници су били довољно богати да поседују купатила која су била статусни симбол међу римским грађанима.

## Аквадукти
- Ископавање почетка аквадукта код Висоса (фотографија из 1903.)
- Део римског аквадукта на Авенији Реј, (14. ар.)
- Део аквадукта у близини трга Монсури

Неколико резервоара је изграђено у брдима изван града у Рунгису и Висоу у садашњем департману Есон, заједно са аквадуктима. Заједно су могли да испоруче око две хиљаде кубних метара воде дневно. Зидани и цементни цевовод, широк око пола метра и дубок три четвртине метра, укопан у земљу и херметички затворен, водио је двадесет и шест километара до града. Највећа препрека са којом се суочио био је прелазак кањона реке Биевр. Водовод је подигнут на врхове лукова и стубова, од којих неки још увек постоје у долини. Датум настанка аквадукта није тачно познат, али се верује да је после друге половине 1. века нове ере. Испод Института Кири касније су откривени остаци другог аквадукта, који је можда повезан са првим, који је водио воду до купатила француског колеџа. 

## Гробља
- Грнчарија и ђон за ципеле из гробнице у некрополи Сен Жак (Музеј Карнавале)
- Надгробни споменик јахача који побеђује варвара

Током раног или Високог римског царства, главна римска некропола, или гробље, налазило се у близини Cardo Maximus (Главне улице), близу излаза из града и на извесној удаљености од најближих резиденција. Некропола Сен Жак је заузимала површину од око четири хектара, а била је у употреби од почетка првог до отприлике четвртог века нове ере. Откопано је око четири стотине гробница, што је само делић гробница које су се тамо налазиле. Гробнице су често биле постављене једна изнад друге. Неки остаци су сахрањени у каменим гробовима, други у дрвеним ковчезима, трећи једноставно у земљи. Уобичајена је била пракса да се мртви сахрањују са неким стварима, обично одећом, а посебно обућом, стављеним у вазе. Понекад су у гробницу стављали храну и сребрно посуђе. 
У каснијим годинама Царства, када је притисак инвазије германских племена довео до напуштања старих споменика, нова некропола, названа по Сен Марселу, успостављена је дуж Римског главног пута који води у Италију. У овој некрополи гробнице су углавном биле састављене од камена узетих из споменика на ранијој некрополи Сен Жак. Једна од тамошњих гробница, која датира из трећег века нове ере, значајна је по првој забележеној употреби назива „Париз“ за град. Гробнице у Сен Марселу садрже разне керамичке и стаклене предмете из градских радионица, постављене уз покојника. Овде су пронађени и први симболи хришћанских сахрањивања, у 5. веку. 

## Уметност и декорација
- Делови стуба лађара изложени у купалишту у Клунију
- Јупитер држи муњу, на стубу лађара (1. век нове ере)
- Сцена лова која украшава купке Клуни
- Фигура Венере, бронза и ливено гвожђе (1.-4. век н.е.)
- Стела бога Меркура, пронађена на Ситеу

Лутеција је била и трговачки центар за уметничка дела, воденим и копненим путевима, а касније и дом радионица керамике и других декоративних радова. Скулптура је била широко коришћена на споменицима, посебно на неколико некропола, или римских гробница, на периферији града.
Најпознатије скулптурно дело пронађено у граду је Стуб лађара, посвећен цару Тиберију и поклоњен граду око 14-17. године нове ере, од стране цеха лађара, најутицајнијег еснафа у граду. На њему су приказана и римска и галска божанства као низ блокова наслаганих у колону. Откривен је на Ситеу. 

## Наслеђе
Неколико научних открића названо је по Лутецији. Елемент лутецијум је назван у част његовог открића у париској лабораторији, а карактеристичан грађевински материјал града Париза — лутецијански кречњак — потиче од древног имена. "Лутет" је, у геолошкој временској скали, фаза или доба у еоценској епохи. Астероид 21 Лутеција, који је 1852. открио Херман Голдшмит, добио је име по граду.
Лутеција је представљена у француској стрип серији Астериксове авантуре, посебно у Астериксу и златном српу, Астериксу и банкету и Астериксу и ловоровом венцу.